# Французьке занурення
Французьке занурення (англ. French immersion, фр. immersion française) — програма двомовної освіти для дітей, у яких французька мова не є рідною. Полягає в тому, що з певного класу дитина здобуває шкільну освіту французькою мовою — або повністю, або принаймні такі базові предмети, як історія, географія і природознавство.
Найбільше поширення програма отримала в Канаді у зв'язку зі специфікою офіційної двомовності в даній країні.

## Поширення програм французького занурення

### Глобальна програма
Агентство викладання французької мови за кордоном (AEFE) керує або фінансує 470 шкіл по всьому світу. У більшості цих шкіл французька мова є основною мовою викладання.

### Канада

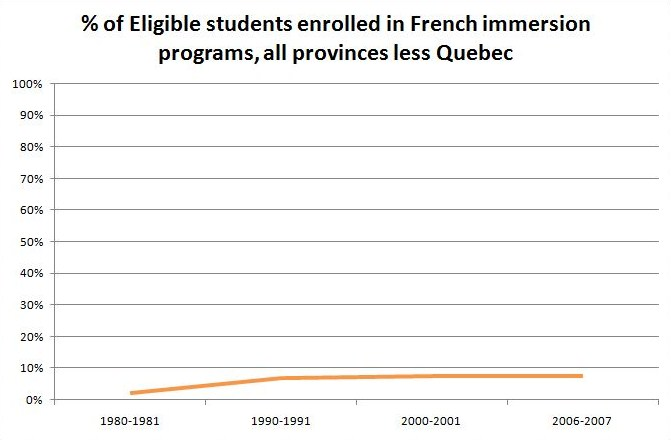
Зростання числа учнів за програмою French immersion

Французьке занурення не використовується в Квебеку, де французька є єдиною офіційною мовою. При цьому ініціатива «французького занурення» спочатку виникла саме в Квебеку в 1960-ті рр., коли батьки дітей, що ходили в англомовні школи — Ольга Мелікофф, Мюріель Паркс і Валері Ніл — захотіли забезпечити достатній рівень володіння французькою мовою для своїх дітей (в ті роки французька мова вважалася непрестижною і «зайвою» для англомовної освіти) і створили рух на підтримку своєї ініціативи. Хоча їхня ініціатива так і не отримала підтримки у власній провінції (звідки незабаром англомовні почали виїжджати в зв'язку з прийняттям законів про французьку як єдину мову Квебека), вже до 1970-х років ініціатива стала популярною в школах Південного Онтаріо.
У Канаді, в зв'язку з тим, що французька мова є однією з двох офіційних мов на федеральному рівні, програма французького занурення пропонується в більшості англомовних шкільних округів. Учень має право вибрати програму раннього (з підготовчого або 1 класу), середнього (з 4 класу) або пізнього занурення. Більшість учнів, які навчаються за програмою раннього занурення, виконують французькою мовою всі завдання, крім завдань з англійської мови, вивчення якої зазвичай починається між 2 і 4 класами. Учні, які навчаються за програмою пізнього занурення, зазвичай вчаться в окремих класах від учнів за програмою раннього занурення. Як альтернатива пізнього занурення існує програма розширеного викладання французької мови (Extended French), коли французькою викладається лише частина навчальних предметів.
Ряд канадських університетів пропонують своїм студентам можливість альтернативного навчання англійською або французькою мовою — це, зокрема, Університет Саймона Фрезера в Ванкувері, факультет Святого Іоанна Альбертського університету в Едмонтоні, Університет Святої Анни в Новій Шотландії, Університетський коледж Святого Боніфація при Манітобському університеті в Вінніпезі, Оттавський університет, Лаврентійський університет в Садбері, Онтаріо, Коледж Глендон при Йоркському університеті в Торонто і HEC Montréal в Монреалі. Як правило, школи з програмами французького занурення у відповідних містах воліють наймати вчителів, які здобули освіту в вищевказаних університетах.
Більшість канадців позитивно оцінюють програму з точки зору підтримки державної політики білінгвізму. Статистичні дослідження показують, що учні, які здобувають освіту за програмою французького занурення, перевершують інших учнів за показниками читання, при тому, що їхня здатність читати англійською залишається високою, незважаючи на зауваження критиків, що подібне навчання може нібито погіршити здатність до читання англійською в учнів, для яких англійська є рідною.

#### Поширення по провінціях Канади
Наразі програми французького занурення найбільш популярні в провінції Нью-Брансвік, де французька мова є однією з двох офіційних, і на острові Принца Едуарда. Найменшою популярністю вони користуються в Саскачевані. Хоча в Західній Канаді спостерігається значне зростання населення через приплив емігрантів, це майже не позначилося на зростанні учасників програм французького занурення.
| Провінція / територія                | кількість | Відсоток від загального числа учнів |
| ------------------------------------ | --------- | ----------------------------------- |
| Канада                               | 300464    | 7.6 %                               |
| Ньюфаундленд і Лабрадор              | 7222      | 9.7 %                               |
| Острів Принца Едуарда                | 4108      | 19.2 %                              |
| Нова Шотландія                       | 14625     | 10.6 %                              |
| Нью-Брансвік                         | 21285     | 19.0 %                              |
| Онтаріо                              | 154577    | 7.3 %                               |
| Манітоба                             | 17871     | 9.9 %                               |
| Саскачеван                           | 8858      | 5.4 %                               |
| Альберта                             | 31317     | 5.6 %                               |
| Британська Колумбія                  | 39509     | 7.0 %                               |
| Юкон (територія)                     | 462       | 8.8 %                               |
| Північно-західні території і Нунавут | 630       | 6.8 %                               |

#### Критика
У 2008 р. редакторська стаття в газеті Vancouver Sun піддала критиці програми французького занурення як спосіб для представників вищого класу отримати в державних школах більш якісну освіту за рахунок коштів платників податків. Оскільки, як стверджувала газета, діти з сімей з низькими доходами, а також з фізичними та психічними обмеженнями рідше беруть участь в програмах французького занурення, складається ситуація, коли амбітні сім'ї вибирають програми французького занурення не з метою залучення дитини до французької мови, а скоріше з метою дати їй освіту підвищеної якості, з більш високими вимогами до учня. Дослідження Уїлмс підтверджує це припущення. На цій підставі критики програми французького занурення вважають, що вона суперечить зобов'язанням уряду Канади надавати рівні можливості учням в сфері державної освіти.

### Австралія
Програма французького занурення пропонується в ряді шкіл Австралії. Це, зокрема, Mansfield State High School, Methodist Ladies 'College в Мельбурні, Benowa State High School, Telopea Park School в Канберрі, і The Glennie School в м Тувумба, Квінсленд.

### Велика Британія
Початкова школа Вокер (Walker Road Primary School) в м Абердин (Шотландія) ввела в дію програму часткового раннього занурення у 2000 р Крім того, протягом останніх кількох років Коледж громади Джаджмідоу (Judgemeadow Community College) в Івінгтоні (Evington), Лестер, Англія, практикував французьке занурення строком на рік.

### США
Приватні школи, де практикується французьке занурення, існують в США як мінімум з 1950-х рр. Більшість цих шкіл отримують сприяння з боку Агентства з викладання французької за кордоном. В даний час в США існує 40 таких шкіл (повний список наведено в англійській версії цієї Вікі-статті).
У південній частині штату Луїзіана традиційно високу частку населення складали американці, що походили від французьких колоністів (кажуни). У XX столітті регіон все більше залучався до загальноамериканської культури, а число франкомовних знижувалося, тому батьки стали розглядати французьке занурення як засіб збереження французької культурної спадщини.